# Harāndeh
Harāndeh (persiska: هرانده) är en ort i Iran.   Den ligger i provinsen Teheran, i den centrala delen av landet, 110 km öster om huvudstaden Teheran. Harāndeh ligger 1 795 meter över havet och antalet invånare är 437.
Terrängen runt Harāndeh är huvudsakligen kuperad, men västerut är den bergig. Harāndeh ligger nere i en dal. Runt Harāndeh är det ganska glesbefolkat, med 23 invånare per kvadratkilometer. Närmaste större samhälle är Fīrūzkūh, 9,9 km nordost om Harāndeh. Trakten runt Harāndeh består i huvudsak av gräsmarker.